# Špeharji
Špehárji je naselje v Sloveniji.

## Geografija
Povprečna nadmorska višina naselja je 287 m.
Pomembnejša bližnja naselja so: Sinji Vrh (4 km), Vinica (13 km) in Črnomelj (31 km).
V vasi se nahaja cerkev sv. Trojice.